# 普法爾茨的伊莉莎白·夏洛特 (1597-1660)
普法爾茨的伊莉莎白·夏洛特（德語：Elisabeth Charlotte von der Pfalz，1597年11月19日—1660年4月26日），布蘭登堡選侯夫人，普法爾茨選侯腓特烈四世的女兒。

## 家庭
1616年，伊莉莎白·夏洛特與布蘭登堡的格奧爾格·威廉結婚，兩人共有1子2女：
1. 路易絲·夏洛特（1617年—1676年），庫爾蘭公爵夫人
2. 腓特烈·威廉（1620年—1688年），布蘭登堡選侯
3. 海德薇希·索菲（1623年—1683年），黑森-卡塞爾伯爵夫人